# Ga Surasak BTS
Ga Surasak (tiếng Thái: สถานีสุรศักดิ์) là một ga BTS skytrain, trên Tuyến Silom ở quận Bang Rak và Sathon, Bangkok, Thái Lan. Nhà ga nằm trên Đường Sathon đến phía Đông nút giao Sathon-Surasak. Khu vực xung quanh dọc theo đường Sathon đa phần là khu doanh nghiệp với nhiều tòa nhà văn phòng và đại sứ. Holiday Inn Bangkok Silom cách 5 phút đi bộ, Bangkok Christian College và Saint Louis Churchpatrick đều nằm ở phía Đông nhà ga.

## Bố trí ga
| U3 Ke ga          | Ke ga, cửa sẽ mở bên trái | Ke ga, cửa sẽ mở bên trái                                                                                  |
| U3 Ke ga          | Ke ga 4                   | Silom hướng đi Sân vận động quốc gia (Saint Louis)                                                         |
| U3 Ke ga          | Ke ga 3                   | Silom hướng đi Bang Wa (Saphan Taksin)                                                                     |
| U3 Ke ga          | Ke ga, cửa sẽ mở bên trái | |
| U2 Khu vực bán vé | Tầng bán vé               | Lối thoát 1–4, trung tâm chăm sóc khách hàng Văn phòng vé, máy bán vé, cửa hàng Eastin Grand Hotel Sathorn |
| G Đường đi        | -                         | Bus Stop @Sathorn, bệnh viện Bangrak, bệnh viện Saint Louis                                                |

## Tai nạn
Chiều ngày 20 tháng 8 năm 2022, một người trượt chân ngã về phía sau tại thang cuốn đi lên lối thoát số 3 dẫn đến những người phía sau ngã đè lên nhau, gây bị thương 28 người. Sự kiện này diễn ra khi những người tham dự buổi hòa nhạc đang trở về nhà dưới trời mưa lớn, sau một buổi hòa nhạc được tổ chức gần Bangkok Christian College để kỉ niệm 170 năm thành lập trường.